# 卡加里亚
卡加里亚（Khagaria），是印度比哈尔邦Khagaria县的一个城镇。总人口45126（2001年）。

## 人口
该地2001年总人口45126人，其中男性24738人，女性20388人；0—6岁人口7486人，其中男3967人，女3519人；识字率64.23%，其中男性为69.76%，女性为57.53%。